# Elazığspor
Maillots
Actualités
Elazığspor Kulübü est un club turc de football basé à Elazığ.

## Historique
Le club est fondé en 1967 lorsque trois clubs (Merkez Gençlik, Güvenspor et Harputspor) s'unissent afin de former une solide équipe dans la ville d'Elazığ. 
L'emblème du club ressemble à une célèbre danse locale appelée Çayda Cira. Cette danse est jouée avec des bougies dans la main.
Le club joue dans les deuxième et troisième ligues turques pendant plusieurs années. En 2002, le club est promu en super ligue turque (D1), mais il est relégué en 2004 et redescend de nouveau à l'étage inférieur. Le club est de retour dans la super ligue turque pour la saison 2012/2013.

## Parcours
- Süper Lig : 2002–2004, 2012–2014
- TFF 1. Lig : 1975-1982, 1983-1985, 1986-1987, 1990-1992, 1995-2002, 2004-2008, 2011-2012, 2014-2019
- TFF 2. Lig : 2008-2011, 2019-2021
- TFF 3. Lig : 1967-1975, 1985-1986, 1987-1990, 1992-1995, 2021-
- Ligue Amateur: 1982–1983